# Альваро Родрігес (футболіст, 2004)
А́льваро Даніє́ль Родрі́гес Му́ньйос (ісп. Álvaro Daniel Rodríguez Muñoz; нар. 14 липня 2004) — уругвайський та іспанський футболіст, нападник клубу «Ельче».

## Клубна кар'єра

### «Реал Мадрид»
Вихованець команд «Глобаль Паламос» і «Жирона-Сабат», а 2015 року приєднався до системи «Жирони». 2020 року перейшов до академії мадридського «Реала». 24 жовтня 2021 року дебютував за резервну команду в матчі проти клубу «Атлетіко Санлукеньйо». 8 січня 2022 року в поєдинку проти «Андорри» забив свій перший гол у кар'єрі. 11 серпня 2022 року продовжи контракт з клубом до 2027 року.
3 січня 2023 року дебютував в основному складі «Реала» в матчі Кубка Іспанії проти «Касереньйо», вийшовши на заміну Едену Азару. 18 лютого в поєдинку проти «Осасуни» дебютував в Ла-Лізі. 25 лютого 2023 року в матчі дербі проти мадридського «Атлетіко» забив свій перший гол за клуб.

#### Оренда в «Хетафе»
29 серпня 2024 року відправився в сезонну оренду в «Хетафе». 28 вересня дебютував за нову команду в матчі Ла-Ліги проти «Алавеса», вийшовши на заміну Крістіанусу Уче. 22 листопада 2024 року в поєдинку проти клубу «Реал Вальядолід» забив свій перший гол за «Хетафе». Всього за час оренди провів 26 матчів, відзначившись трьома м'ячами.

### «Ельче»
22 липня 2025 року перейшов в «Ельче», підписавши чотирирічний контракті. Сума трансферу становила 2 млн євро. 18 серпня дебютував за «Ельче» в матчі Ла-Ліги проти клубу «Реал Бетіс», вийшовши в стартовому складі.

## Кар'єра в збірній
Виступав за збірну Іспанії до 18 років.
22 серпня 2022 року офіційно отримав дозвіл представляти Уругвай на міжнародному рівні. Виступав за збірну Уругваю до 20 років. Взимку 2023 року виступав за збірну до 20 років на молодіжному чемпіонаті Південної Америки в Колумбії. На турнірі провів сім матчів, відзначившись хет-триком проти збірної Болівії та дублем проти збірної Венесуели, а його команда посіла 2-е місце, кваліфікувавшись на молодіжний чемпіонат світу в Аргентині.

## Особисте життя
Його мати — іспканка, а батько — Данієль (відомий як Кокіто), колишній уругвайський футболіст.

## Статистика виступів
Станом на 18 серпня 2025 
| Клуб              | Сезон             | Чемпіонат             | Чемпіонат | Чемпіонат | Кубок | Кубок | Єврокубки | Єврокубки | Інші  | Інші | Всього | Всього |
| Клуб              | Сезон             | Дивізіон              | Матчі     | Голи      | Матчі | Голи  | Матчі     | Голи      | Матчі | Голи | Матчі  | Голи   |
| ----------------- | ----------------- | --------------------- | --------- | --------- | ----- | ----- | --------- | --------- | ----- | ---- | ------ | ------ |
| Реал Мадрид Б     | 2021–22           | Прімера Дивізіон RFEF | 17        | 4         | —     | —     | —         | —         | —     | —    | 17     | 4      |
| Реал Мадрид Б     | 2022–23           | Прімера Федерасьйон   | 24        | 7         | —     | —     | —         | —         | 4     | 0    | 28     | 7      |
| Реал Мадрид Б     | 2023–24           | Прімера Федерасьйон   | 34        | 10        | —     | —     | —         | —         | —     | —    | 34     | 10     |
| Реал Мадрид Б     | Всього            | Всього                | 75        | 21        | 0     | 0     | 0         | 0         | 4     | 0    | 79     | 21     |
| Реал Мадрид       | 2022–23           | Ла-Ліга               | 6         | 1         | 2     | 0     | 0         | 0         | 0     | 0    | 8      | 1      |
| Реал Мадрид       | 2023–24           | Ла-Ліга               | 1         | 0         | 1     | 0     | 0         | 0         | 0     | 0    | 2      | 0      |
| Реал Мадрид       | Всього            | Всього                | 7         | 1         | 3     | 0     | 0         | 0         | 0     | 0    | 10     | 1      |
| → Хетафе          | 2023–24           | Ла-Ліга               | 22        | 2         | 4     | 1     | —         | —         | —     | —    | 26     | 3      |
| Ельче             | 2025–26           | Ла-Ліга               | 1         | 0         | 0     | 0     | —         | —         | —     | —    | 1      | 0      |
| Всього за кар'єру | Всього за кар'єру | Всього за кар'єру     | 105       | 24        | 7     | 1     | 0         | 0         | 4     | 0    | 116    | 25     |

1. ↑  Матчі в плей-оф підвищення